# Topolno

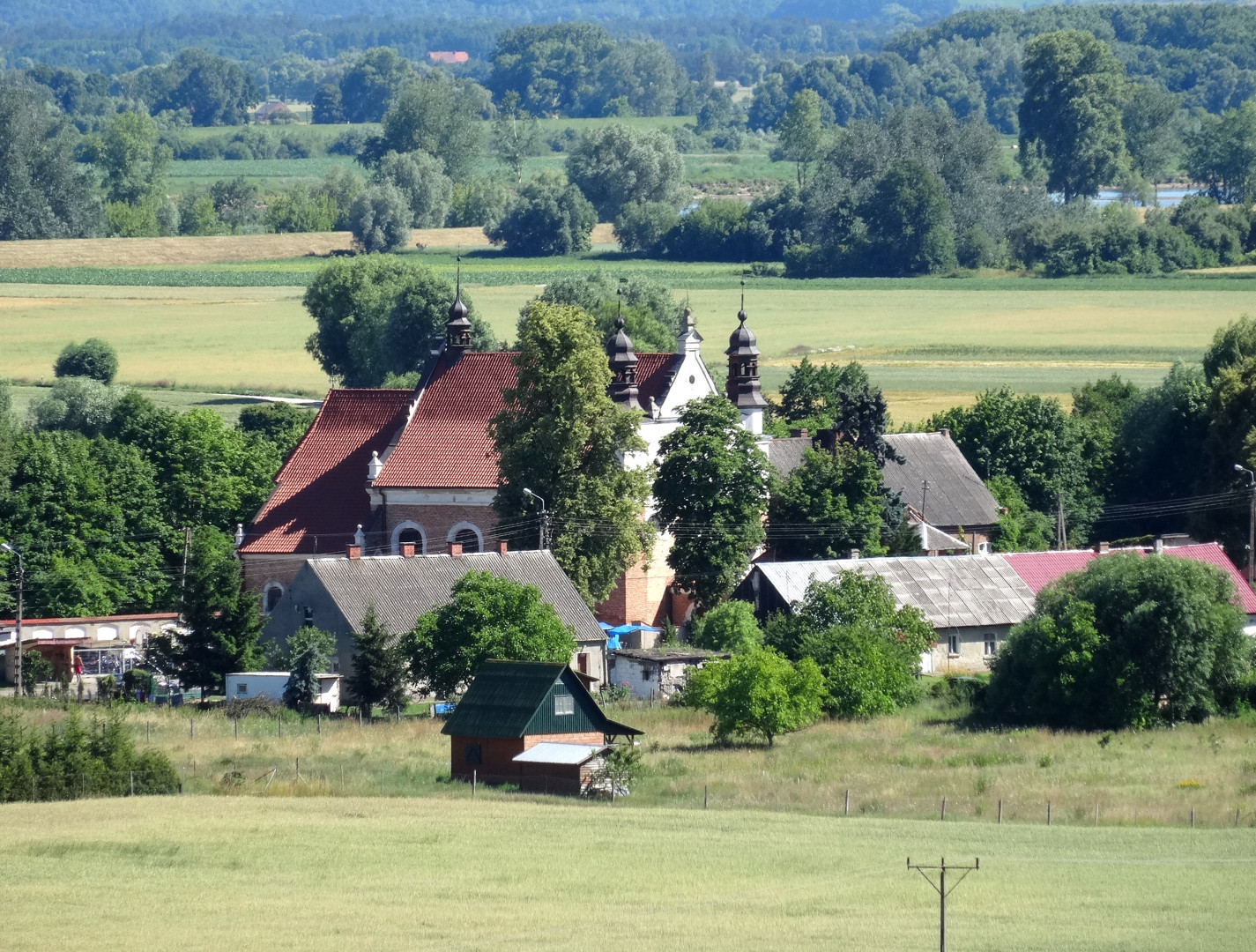
Topolno

Topolno ist ein Ort der Gmina Pruszcz in der Woiwodschaft Kujawien-Pommern. 2011 lebten hier 276 Einwohner.

## Geschichte
Auf einer Erhebung an der Weichselniederung befand sich vom 8./9. bis zum 11. Jahrhundert eine slawische Burg.
Von 1239 ist älteste Erwähnung des Ortes in einer Urkunde des pommerellischen Herzogs erhalten, 1251 wurde er als Thopulna bezeichnet. Von 1309 bis 1453/66 gehörte er zum Gebiet des Deutschen Ordens.
Seit dem späten 15. bis ins frühe 18. Jahrhundert war Topolno im Besitz der Familie Konarski. 1533 wurde eine erste hölzerne Kirche erbaut. Von 1676 gibt es Berichte über ein wundertätiges Heiligenbild mit Heilungen. Daraufhin wurde die Kirche von 1681 bis 1683 vergrößert. Es wurden Paulinermönche aus Częstochowa (Tschenstochau) eingeladen, die ein Kloster gründeten. Dieses wurde 1688 geweiht.
Von 1772 bis 1920 gehörte Topolno zu Westpreußen (Kreis Schwetz). 1813 wurde das Kloster geschlossen.
Seit 1920 gehörte der Ort wieder zu Polen.

## Sehenswürdigkeiten

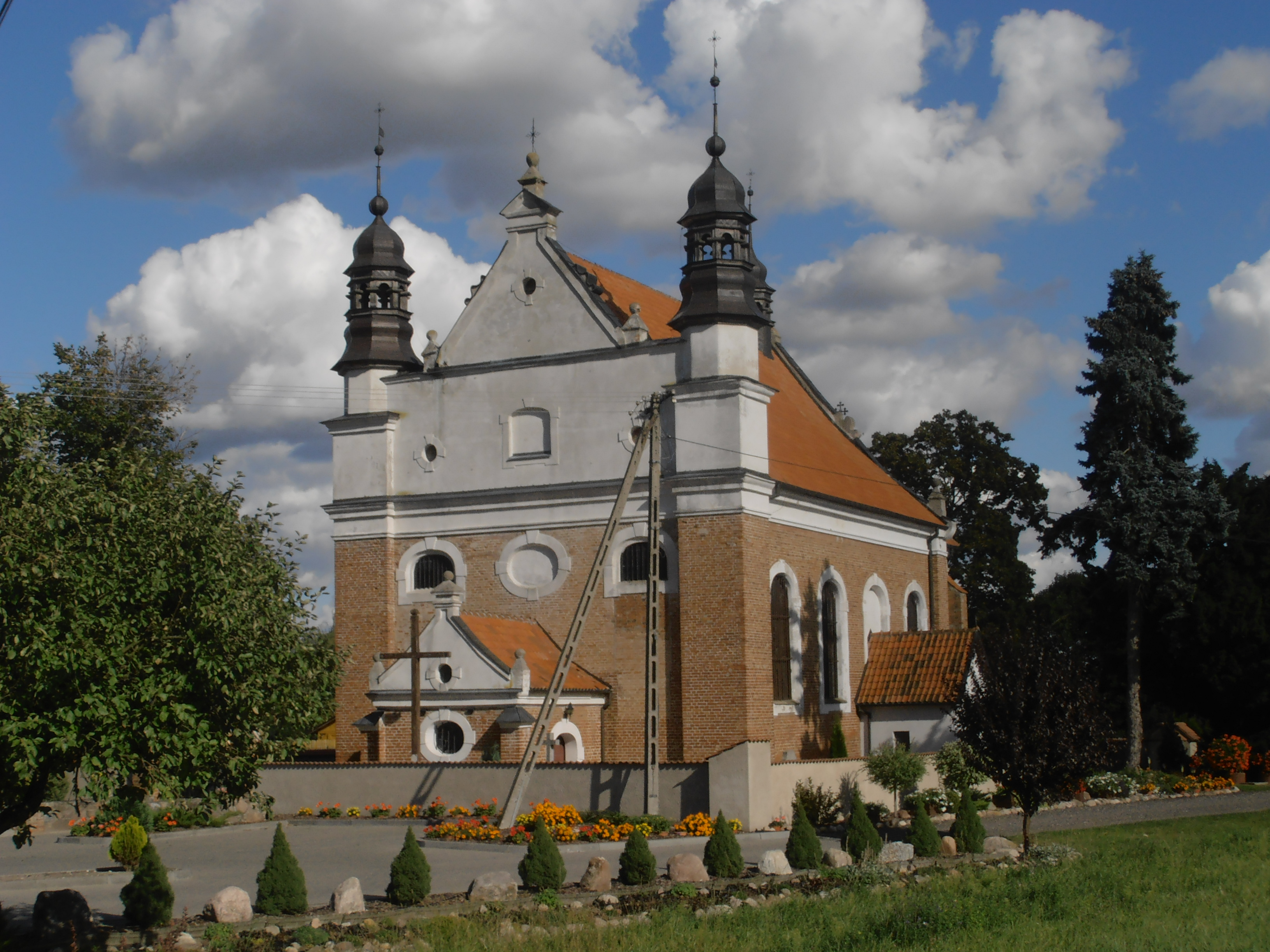
Kirche Mariä Verkündigung

- Kirche Mariä Verkündigung, 1681–1683 erbaut, ehemalige Paulinerkirche, mit Orgel mit Prospekt von 1694[3]
- Palais, 1891 erbaut, heute Mädchenschule
- Burgwall Talerzyk (Tellerchen), 8./9. bis 11. Jhd., 0,3 Hektar, auf einer Erhebung an der Weichselniederung, heute Aussichtspunkt
- Rochusquelle, Naturdenkmal